# Rebecca (film, 1913)
Pour les articles homonymes, voir Rebecca.
Pour plus de détails, voir Fiche technique et Distribution.
Rebecca est un film muet français réalisé par Henri Andréani et sorti en 1913.

## Synopsis
L'histoire biblique de la vie de Rébecca, un personnage de la Genèse,fille de Betouel, la femme d'Isaac et mère de Jacob et d'Ésaü.

## Fiche technique
- Titre : Rebecca
- Réalisation : Henri Andréani
- Société de production : Pathé Frères
- Société de distribution :
- Pays d'origine : France
- Format : Noir et blanc — 35 mm — 1,33:1 — film muet
- Métrage : 315 m
- Durée : 10 minutes
- Genre : Péplum